# Daniel Xhafaj
Daniel Xhafaj (8 de março de 1977 em Vlorë, Albânia), é um ex-futebolista albanês, está aposentado do futebol desde 1º de março de 2015. É o nono jogador albanês com mais gols marcados nas competições da UEFA, com cinco gols marcados.

## Títulos
- 6 Campeonato Albanês
  - KF Tirana : 1996, 1999, 2000, 2003, 2004, 2005

- 5 Taça da Albânia
  - KF Tirana : 1996, 1999, 2001, 2002, 2006